# Toona
Toona és un gènere de plantes dins la família Meliaceae, són plantes natives des de l'Afganistan, sud d'Índia, est de Corea del Nord, Papua Nova Guinea i est d'Austràlia. En textos antics aquest gènere s'incorporava al gènere Cedrela, però arctualment aquest gènere es restringeix a Amèrica.

## Usos

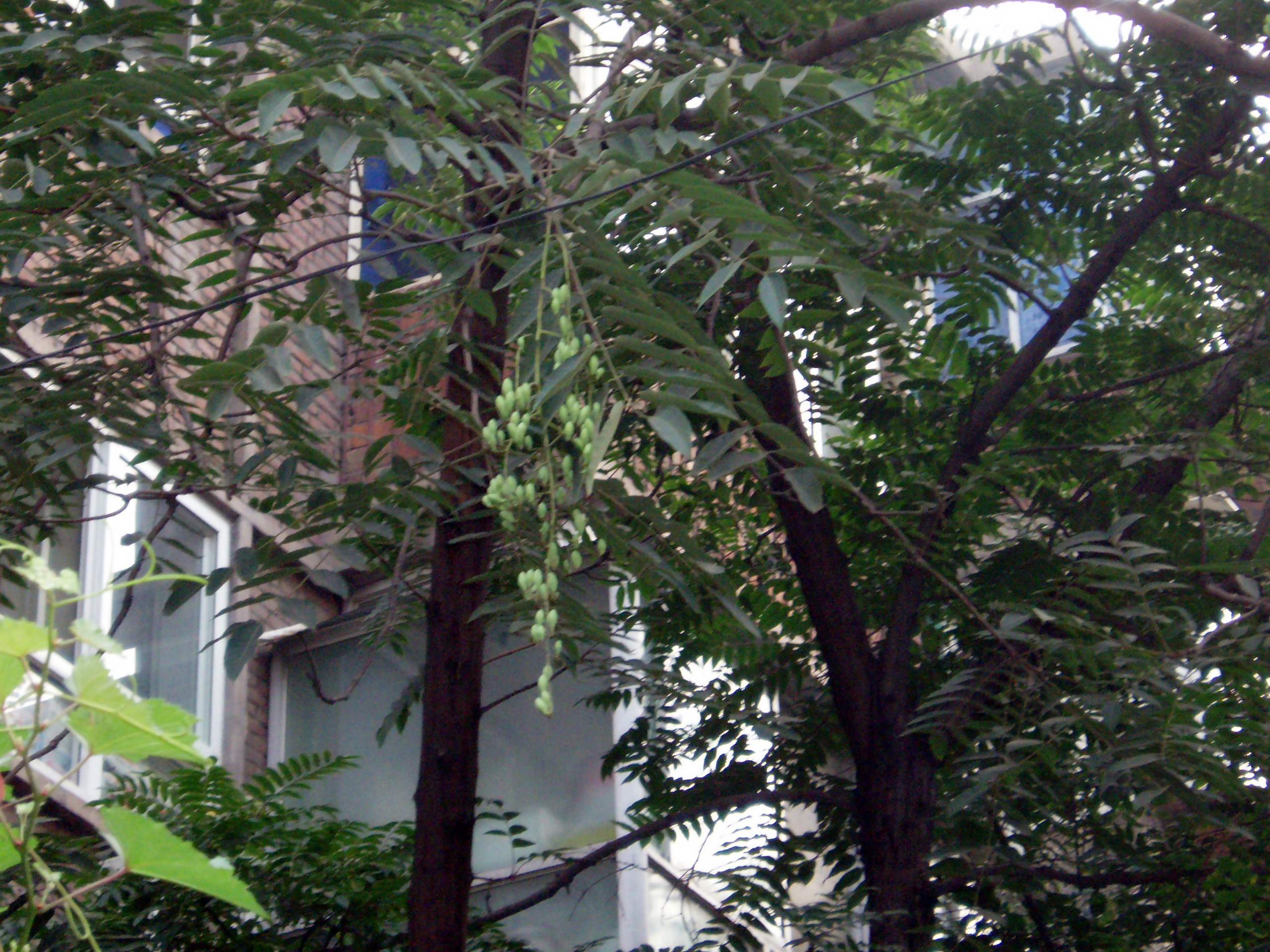
Toona sinensis

### Ornamental
Toona sinensis és l'espècie més tolerant al fred de les Meliaceae, és nativa de la Xina, els seus brots tendres xiangchun ((xinès)) es mengen com una verdura. A Europa de vegades es fa servir com planta ornamental.

### Fusta
T. ciliata és un important arbre forestal per la seva fusta i per a fer instruments musicals com les guitarres elèctriques.

## Algunes espècies
- Toona calantas Merr. & Rolfe – kalantas, Philippine mahogany, Philippine cedar[6]
- Toona ciliata M.Roem. (syn. T. australis) – Australian red cedar, Indian mahogany[7]
- Toona sinensis (A.Juss.) M.Roem. – Chinese mahogany or Chinese toon
- Toona sureni (Blume) Merr. (syn. T. febrifuga) – Suren, Indonesian mahogany[8]